# Kapsa

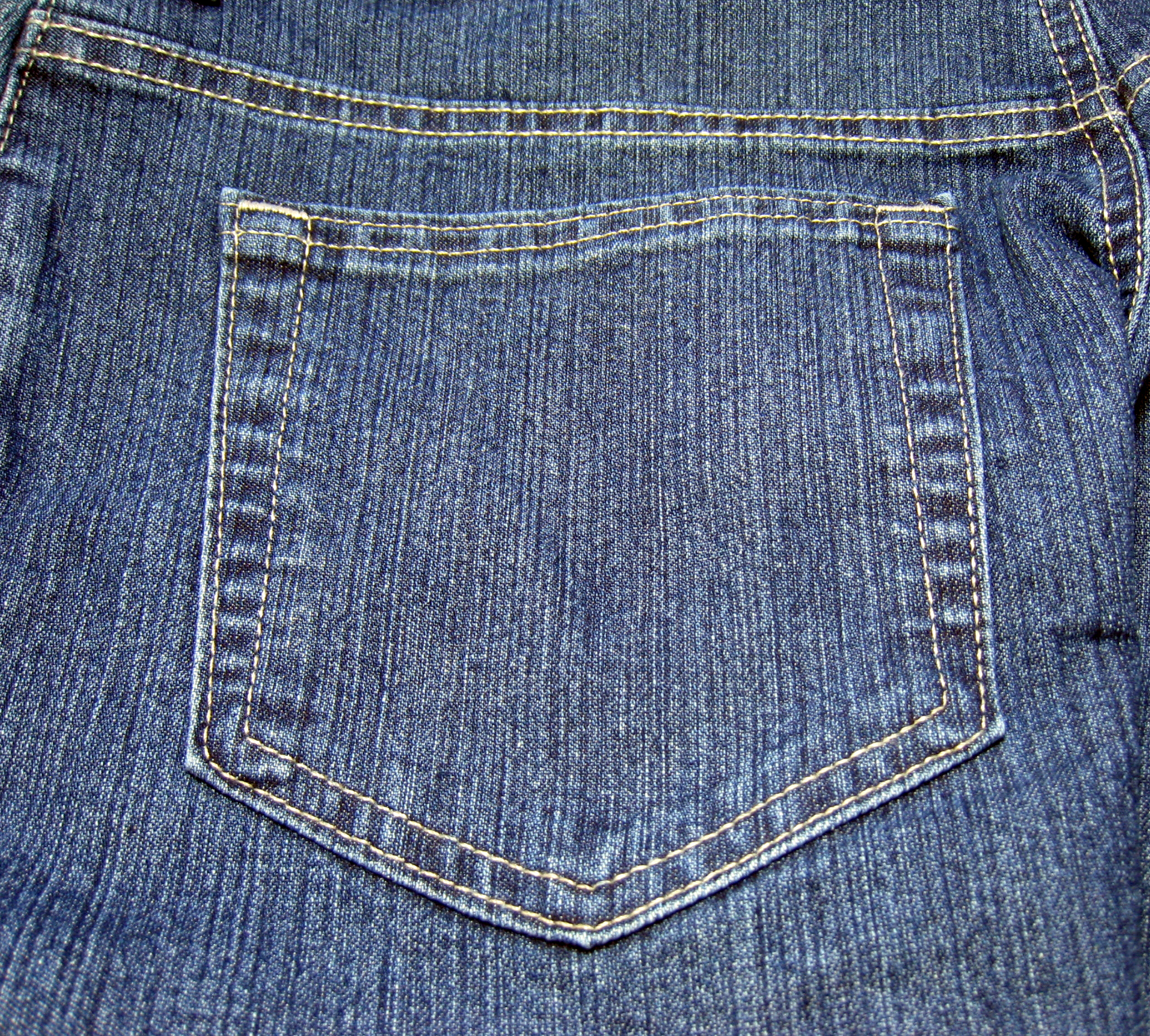
Kapsa na džínách

Kapsa je malé nebo větší pouzdro, vzniklé sešitím dvou látek a všité na rubu kalhot, kabátů, košil atd. Používají se i vnitřní (skryté) kapsy. Běžně se, zejména u kabátů a sak, užívají vnitřní náprsní kapsy, do kterých se ukládají různé předměty denní potřeby (například kapesník, brýle, peněženky, tabatěrky, osobní doklady, peníze apod.). U pracovního, vojenského a neformálního oblečení jsou používány také kapsy všité na líci.